# حبيبها

حبيبها  أغنية للمغني المصري عبد الحليم حافظ  وألحان محمد الموجي وتوزيع علي إسماعيل  بمصاحبة أوركسترا "الفرقة الماسية" بقيادة أحمد فؤاد حسن. الأغنية هي قصيدة كتبها الشاعر المصري كامل الشناوي  وصدرت عام 1965على اسطوانات شركة صوت الفن. الأغنية من مقام "كرد" ومدتها 20:49 دقيقة. غناها عبد الحليم حافظ على المسرح عدة مرات من عام 1966 وحتى عام 1968  في مصر وخارجها ونالت نجاح وشهرة كبيرة.

## خلفية القصيدة
أحب الشاعر كامل الشناوي الشابة المغنية الصاعدة "نجاة الصغيرة" منذ اللحظة الأولى التي التقى بها بالرغم من فارق السن (هي في العشرينيات من عمرها وهو قد تجاوز الخمسينيات) وقام بتقديمها إلى النخبة المصرية من الكتاب والموسيقيين والإعلاميين مثل: محمد التابعي، وفكري أباظة، ومحمود الشريف، والملحن رؤوف ذهني كي يساعدها. ولم يعرف في حياته إلا قصة حبه لنجاة الصغيرة. كان حب من طرف واحد، وكان يقدم لها أجمل القصائد وأصبحت مطربة كبيرة بفضل صوتها وبفضل دعم الشناوي الكبير لها. قدم كامل الشناوي قصة حبه لنجاة في صورة أغاني وقصائد لمطربين كثيرين غيرها وكانت قصيدة "حبيبها" تعبيراً عما يدور في مشاعره وأحداث حياته حيث كانت نجاة تهمل الشناوي  وكانت مشاعرها مع الأديب يوسف السباعي  الذي صرح بحبه لها عندما كان ضيف الإعلامية فريال صالح في برنامج "بروفايل" المذاع على القناة الأولى للتلفزيون المصري عام 1977 وقام السباعي بإستضافة نجاة الصغيرة وأعلن حبه الشديد لها ومتابعته لمشوارها منذ طفولتها، وأضاف أن البعض قد يظن أنه استضافها متحيزاً لها لقيامها ببطولة أحد أفلامه وهو "جفت الدموع" ولكنه معجب بها ويحس بقيمتها وذكر أن صوتها، إلى جانب الرقة والنعومة، فيه دقة أداء، وأسهب في وصف مميزاتها.
كان الشناوي يعاني وهو يرى حبيبته تهتم بغيره  كما حدث في حفلة عيد ميلادها عام 1962 عندما اشترى هدايا الحفل، وحضر برفقة أصدقائه إلى شقتها بالزمالك، وعند إطفاء الشموع اختارت غيره ليقطع الكعكة معها ممسكا بيدها، فانسحب الشناوي حزينا باكيا، وتحت وطأة هذا الألم كتب قصيدة "حبيبها". ظل الشناوي مخلصا لحبه حتى دخل في حالة اكتئاب وتوفى على هذه الحالة في 30 نوفمبر 1965 وكانت آخر كلماته قبل أن يعانقه الموت يصف من خلالها حياته: "ولكن أيامي اليوم قليلة.. وانتزاع عام منها يشعرني بالفقر والفراغ والعدم فمنذ تجاوزت الأربعين وحدي .. كما تجاوزت ما قبلها .. لا صحة ولا مال ولا زوجة ولا ولد ولا صديق .. ولكن لماذا نبكي الحياة .. وماذا لو رحلت عنا أو رحلنا عنها .. ما دام الرحيل هو الغاية والهدف". وكتب صديقه الصحفي مصطفى أمين مقال تحت عنوان: "من قتل كامل الشناوي؟" وروى قصة حب كامل لنجاة قائلاً: "الحب الذي أبكاه وأضناه.. وحطمه وقتله في آخر الأمر، أعطى كامل لهذه المرأة كل شيء المجد والشهرة والشعر ولم تعطه شيئا أحبها فخدعته.. أخلص لها فخانته.. جعلها ملكه فجعلته أضحوكة"، مما دفع نجاة الصغيرة إلى أن تقاضيه بتهمة السب والقذف وتشويه سمعتها.

## كلمات الأغنية
حبيبها لست وحدك حبيبها .. حبيبها انا قبلك
وربما جئت بعدك .. وربما كنت مثلك
حبيبها .. حبيبها .. حبيبها
فلم تزل تلقاني وتستبيح خداعى
بلهفة في اللقاء برجفة في الوداع
بدمعة ليس فيها كالدمع إلا البريق
برعشة هي نبض بغير عروق
حبيبها وروت لي ما كان منك ومنهم
فهم كثير ولكن لا شيء نعرف عنهم
وعانقتني وألقت برأسها فوق كتفى
تباعدت وتدانت كأصبعين بكفي
ويحفر الحب قلبى بالنار بالسكين
وهاتف يهتف بي حذاري يا مسكين
وسرت وحدي شريدا محطم الخطوات
تهزني انفاسي تخيفني لفتاتي
كهارب ليس يدري من اين او اين يمضي
شك ضباب حطام بعضي يمزق بعضي
سألت عقلي فأصغى وقال لا لن تراها
وقال قلبي اراها ولن احب سواها
ما أنت يا قلب قلي أأنت لعنة حبى
أأنت نقمة ربى إلى متى أنت قلبي 

## تحليل موسيقي
يذهب بطل القصيدة، وبعد اكتشاف خيانة حبيبته، إلى غريمه ليقص عليه ما جرى منها ومعها .. حالة من الانهيار .. والحوار بين المحب وعقله وقلبه .. تعبير موسيقى الموجي تفسر وتشرح .. الأغنية تسير بنظام المونولوج ولا يوجد مذهب  يتكرر، فقط مقطع يسلم المقطع وهكذا. مقدمة ذكية ومعبرة من مقام "كرد" على درجة "ري" وعزف فريق الكمان يدفع بالمستمع إلى إحساس الرهبة والترقب متنقلاً بين "الكرد" و"أثر كرد" ليدفع المستمع للإحساس بالثورة .. ثم يأتي صولو الجيتار يعبر عن الإنكسار .. ثم الكمان يقدم الشجن .. وفجأة يتغير الإيقاع إلى السامبا وتوزيع علي إسماعيل وتبادل العزف بين الآلات النحاسية ومجموعة الكمان .. ثم تسليم اللحن إلى "الغناء" .. الغناء على مقام "نهاوند" على درجة "صول" بدون أي إيقاع، ثم غناء مقطع (فلم تزل تلقاني) على مقام "كرد" مع تغيير الإيقاع .. ويغلق الغناء قائلاً (نبض بغير عروق) على مقام "حجاز" (الحزين والوقور) .. عزف وتسارع .. ثم عزف منفرد "ناي" (صولو) على مقام "حجاز"، ثم غناء (حبيبها وروت لي ما كان منك ومنهم) على نفس المقام يعبر عن الجرح. عزف موسيقى على مقام "عجم" تمنح اللحن هيبة وغناء (ويحفر الحب قلبي) ينتهي بمقام "صبا". ثم تأتي موسيقى تعبر عن خطوات يسيرها بطل القصيدة على مقام "أثر كرد" (مقام نادر وحديث) قائلاً (وسرت وحدي شريداً) ثم انهيار البطل وتحطمه وتمزقه. المقطع الأخير بمقدمة موسيقية من مقام "نهاوند"، ثم حوار بالغناء وصراع البطل مع عقله وقلبه ونهاية أوركسترالية قوية مع معركة بين البطل وقلبه.

## الأغنية على المسرح
قدم عبد الحليم حافظ أغنية "حبيبها لأول مرة في حفل نادي الشرطة في الإسكندرية بتاريخ 21 أبريل 1966 ولم يتقاضى أجر عن ذلك كما فعل المايسترو علي إسماعيل قائد الاوركسترا، وتسلم درع من مديرية أمن الإسكندرية. قامت الفرقة الماسية لصاحبها الموسيقار أحمد فؤاد حسن بالعزف وقدم الحفل "سمير صبري" الذي أعلن أن عبد الحليم جاء من القاهرة بالسيارة وهو مريض وحذره الأطباء من الذهاب للغناء.
قدم عبد الحليم حافظ "حبيبها" في حفل النادي الأهلي بتاريخ 22 مايو 1966 بمناسبة الفوز بكأس مصر في كرة القدم، وقامت الممثلة تحية كاريوكا بتقديم الحفل وسط هتاف الجمهور وعبد الحليم يعلنهم بأنه "أهلاوي" وأيضا المايسترو علي إسماعيل.
وفي يوليو 1968 قدم "حبيبها" في تونس وسجل الحفل التلفزيون التونسي وظهر على المسرح المنولوجست أحمد غانم يقدم فقرة عبد الحليم كما ظهر تسجيل فيديو لعبد الحليم والفرقة الماسية في تمرينات أداء "حبيبها" أثناء تواجدهم في مدينة طبرق بتونس.

## نسخ أخرى للأغنية
قدم محمد ثروت نسخته من أغنية "حبيبها" في حفل إحياء ذكرى ميلاد عبد الحليم حافظ ورحيل الموجي بدار الأوبرا في 3 يوليو 2021 وقام الموسيقار يحيى الموجي بقيادة الاوركسترا، وقدم هاني شاكر نسخته من "حبيبها" في حفلة مهرجان الدوحة  2022 في فندق "لاسيجال" بعد أن توقفت حفلاته خارج مصر بسبب عمله النقابي، كما قدمها الشاب المغربي "عبدو شريف" بصوته المشابه لصوت عبد الحليم حافظ.

## الأغنية والمهرجانات
قام الفريق الغنائي "تيم مطبعة"، والذي يقدم نوع الموسيقى والغناء المعروف بإسم "المهرجانات"، في عام 2014 بغناء أغنية تحمل عنوان "لست وحدك حبيبها دي مصاحبة الشلة كلها" وتبدأ أغنيتهم بمقطع من غناء عبد الحليم حافظ وهو يقول: "حبيبها لست وحدك حبيبها"، ومع غناء الفريق جاءت كلمات "خارجة" مما دفع الناقد الفني طارق الشناوي بكتابة مقالة ويندد بالفريق الذي قدم "حبيبها" بطريقة تندرج تحت ما يسمى بفن المعارضة، وإن كان يرفض أن يكون ذلك من خلال كلمات منافية للآداب، وأضاف: "الأمر يمسني بشكل إنساني، بحكم إن كامل الشناوي عمًا لي، وأيضا باعتباري أحد الورثة أصحاب الحق الأدبي والمادي عن أعماله"، وشرح أن فن المعارضة، ويسمى عالميا (فن البارودي) أو "محاكة ساخرة"، يقدم الوجه الأخر للعمل الفني مثل إسماعيل ياسين الذي قدم بطريقة ساخرة (يا حلة العدس الدافي) في مواجهة لآغنية الموسيقار محمد عبد الوهاب (ياوردة الحب الصافي)، وكذلك شكوكو عندما غنى (لا تكذبي إني رأيتكما معا.. كنت باحسبك ملوخية، طلعتي مسقعة)، وواصل كلامه قائلاً: "ما قدمته الفرقة بالشكل الذي طرحته، وبألفاظ يعاقب عليها القانون، هنا يجب أن تتدخل الرقابة والقانون بحكم مخالفة الأداب العامة، وأقول ذلك وأنا لا أريد أن أكون من بين من يقفون ضد هذه الفرق."

## وصلات خارجية
https://www.youtube.com/watch?v=otHXiysIxLw حبيبها
https://www.youtube.com/watch?v=KjWYacL0TCs حبيبها
https://www.youtube.com/watch?v=QbGIFwJrPbc حبيبها
https://www.youtube.com/watch?v=dhgG3o2XOp8 حبيبها